# Tour du Mont Blanc

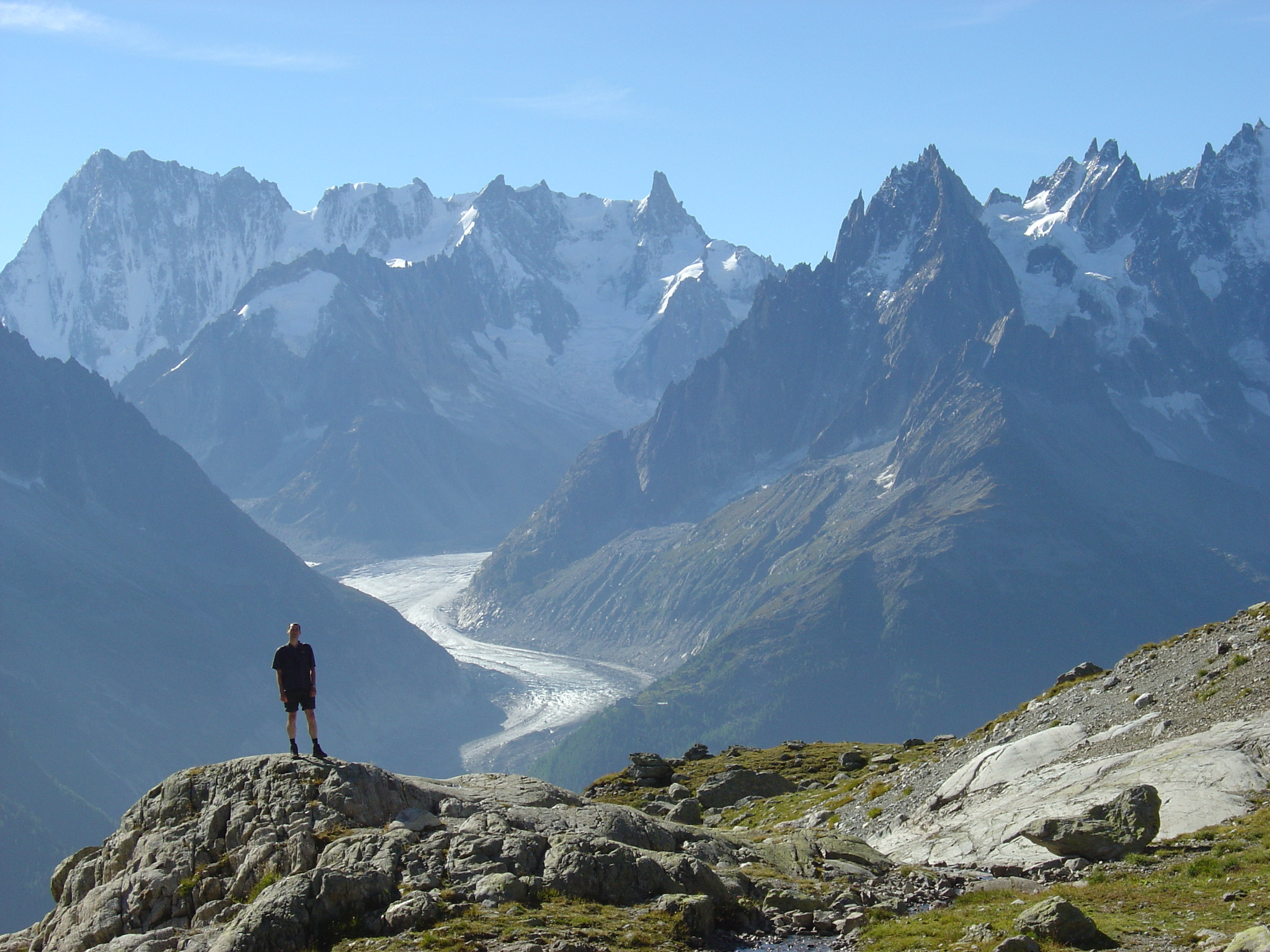
El massís del Mont Blanc vist des del vessant francès.

La Visita du Mont Blanc o TMB és una de les rutes de tresca de llarg recorregut més populars d'Europa. Té una distància d'uns 170 km de distància amb 10 km de desnivell travessant Suïssa, Itàlia i França. Per completar la ruta es tarden uns 11 dies. La ruta del Tour du Mont Blanc s'utilitza anualment per una ultramató: l'Ultra-Trail du Mont-Blanc. El guanyador sol recórrer els més de 150 km en poc més de 20 hores.

## Etapes
Mesurat amb un dispositiu de GPS i un baròmetre-rellotge.
| Etapa  | Inici           | Destinació      | Quilòmetres | Hores  | Desnivell positiu | Desnivell Negatiu |
| ------ | --------------- | --------------- | ----------- | ------ | ----------------- | ----------------- |
| 1      | Els Houches     | Refuge du Truc  | 12.8 km     | 4:59   | 1536 m            | 775 m             |
| 2      | Refuge du Truc  | La Balme        | 11.4 km     | 3:10   | 544 m             | 601 m             |
| 3      | La Balme        | Els Mottets     | 15.9 km     | 4:23   | 1136 m            | 1038 m            |
| 4      | Col de Checroui | Courmayeur      | 5.78 km     | 1:20   | 88 m              | 796 m             |
| 5      | Courmayeur      | Rifugio Bertone | 4.12 km     | 1:47   | 727 m             | 0 m               |
| 6      | Rifugio Bertone | Rifugio Elena   | 19.5 km     | 5:06   | 1163 m            | 1086 m            |
| 7      | Rifugio Elena   | Champex         | 28.2 km     | 7:44   | 1045 m            | 1656 m            |
| 8      | Champex         | Li Peuty        | 13.6 km     | 6:01   | 1213 m            | 1274 m            |
| 9      | Li Peuty        | Tre-li-Champ    | 15.7 km     | 5:25   | 1219 m            | 1108 m            |
| 10     | Tre-li-Champ    | Refuge Flegere  | 7.99 km     | 3:18   | 855 m             | 413 m             |
| 11     | Refuge Flegere  | Els Houches     | 19.6 km     | 6:25   | 889 m             | 1773 m            |
| Total: | Total:          | Total:          | 154.59 km   | 49h38m | 11,603 m          | 11,895 m          |